# Henry Siqueira-Barras
Henry Siqueira-Barras (geboren am 15. Januar 1985 in Rio de Janeiro) ist ein ehemaliger schweizerisch-brasilianischer Fussballspieler. Es gehörte zur U17-Nationalmannschaft, die an der U-17-Fussball-Europameisterschaft 2002 den EM-Titel holte. Seine Aktivkarriere bestritt er in der Schweiz, Zypern und Rumänien, bevor er mit 27 die Fussballschuhe an den Nagel hängte.

## Karriere
Siqueira-Barras wurde als Sohn einer Brasilianerin und eines Schweizers in Rio de Janeiro geboren und wuchs im Tessin auf.
Siqueira-Barras begann seine Karriere in der Jugend des FC Rapid Lugano sowie des FC Lugano. Er bestritt Spiele in den U15-, U17-, U19- und U20-Nationalmannschaften der Schweiz und war Teil der U17, die 2002 in Dänemark den Europameistertitel holte. Nach dem Gewinn des Europameistertitels wechselte er im Sommer 2002 in den Nachwuchs des Grasshoppers, wurde jedoch dort während eines Jahrs durch Leistenprobleme zurückgeworfen, wobei sich die Schmerzursache sich letztendlich in den Weisheitszähnen fand.
Am 29. Oktober 2003 wurde er erstmals von GC in der höchsten Liga in der letzten Minute eingewechselt und bestritt am 23. November gegen den FC Basel ein Spiel über die volle Spiellänge. Für die Rückrunde wurde er dann zum FC Winterthur ausgeliehen, wo er in der ersten Hälfte der Rückrunde regelmässig spielte. Danach wechselte Siqueira-Barras zu Neuchâtel Xamax. Doch auch dort wurde er von Verletzungen geplagt und kam letztendlich bis Sommer 2005 auf lediglich fünf Ligaeinsätze. Nach einem vertragslosen Halbjahr wechselte er fürs Frühjahr 2006 zum abstiegsgefährdeten Challenge-League-Verein FC Locarno, wo er in der Rückrunde regelmässig eingesetzt wurde.
Da er jedoch dort nicht bleiben wollte, wechselte Siqueira-Barras im Sommer 2005 nach Rumänien zum Erstligisten Arges Pitesti. Da er aber nach seiner Verpflichtung dort kaum zu Einsätzen kam und zuletzt die Spiele sogar von der Tribüne mitansehen musste, wechselte er in der Rückrunde zum Ligakonkurrenten Gloria Bistrița, bei dem er regelmässig zum Einsatz kam. Als letzte Station im Ausland zog es Siqueira-Barras schlussendlich noch nach Zypern, wo er bei Enosis Neon Paralimni spielte.
Im Sommer 2008 kehrte er schliesslich in die Schweiz zurück und spielte als Stammspieler für die AC Bellinzona, zuerst während dreier Saisons in der Super League und nach Abstiegs des Vereins bis 2012 auch noch in der zweithöchsten Liga. Danach wechselte er zum Ligakonkurrenten FC Chiasso, wo er nach einem Bandscheibenvorfall im November 2012 seine Fussballerkarriere mit 27 Jahren vorzeitig beendete.
Heute (Stand: 2018) lebt Siqueira-Barras wieder in seiner Geburtsstadt Rio de Janeiro und arbeitet als Anthropologe, ein Studium, das er bereits während seiner Fussballkarriere begonnen hatte. So erstellt er Foto- und Videoreportagen und verfasst Artikel, die auch schon in Deutschschweizer Zeitungen veröffentlicht wurden. Manche seiner Projekte weisen auch heute noch einen Fussballbezug auf.